# 鳩峰峠
鳩峰峠（はとみねとうげ）は、福島県福島市と山形県東置賜郡高畠町の間にある峠。国道399号が通る。標高は785m。

## 地理
鳩峰峠の東側は摺上川ダムの上流、阿武隈川水系で、西側は最上川水系であり、中央分水界にあたる。奥羽山脈中の龍ケ岳の南麓を通る。
峠周辺は福島県内の道路としてもっとも北に位置する。

## 概要
峠道は狭隘につき大型車は通行止。落石も多く、通行には注意を要する。冬期通行止。崩落や工事によって通行止になることも多い。峠は山形県側が急勾配で一気に峠まで駆け上り、福島県側が比較的なだらかである。途中、まさしく「陸の孤島」の宮城県刈田郡七ヶ宿町稲子集落を経由しながら、深い森また森を茂庭集落までひたすら走る。かなり高い確率で野生の猿に遭遇できる。
峠は非常に視界が開けており、福島県側・山形県側とも遠くまで見通すことが出来る。数台が駐車可能なスペースがあり、峠の頂上に浜田廣介の歌碑がある。山形県置賜地方から仙台市へと向かう送電線がすぐ近くを通っているのも見える。晴れた日に眺める米沢盆地の田園風景は大変に美しく、まさに絶景である。福島県側には牧場が広がっており、「鳩峰高原」と呼ばれている。
山形県側は山形県の県南県立自然公園にあたる。